# حميد تيرمينا
حميد تيرمينا هو لاعب كرة قدم مغربي من مواليد 5 يناير 1977، شغل مركز لاعب وسط بالمنتخب المغربي، وأندية الوداد البيضاوي والراسينغ البيضاوي والصفاء اللبناني وإنيرجي كوتبوس الألماني.

## روابط خارجية
- حميد تيرمينا على موقع الاتحاد الدولي (مؤرشف)  (الإنجليزية)
- حميد تيرمينا على موقع قاعدة بيانات كرة القدم.إي يو (الإنجليزية)
- حميد تيرمينا على موقع عالم كرة القدم.نت (الإنجليزية)
- حميد تيرمينا على موقع كووورة

- اللاعب حميد تيرمينا على موقع كووورة، تاريخ الوصول: 2017-05-24.